# تاشا سميث
تاشا سميث (بالإنجليزية: Tasha Smith)‏ هي عارضة وممثلة أمريكية، ولدت في 28 فبراير 1971 بكامدن في الولايات المتحدة. بدأت مشوارها المهني سنة 1994.

## أعمال

### أفلام
- (2006) أنت وأنا ودوبري[6]
- (2007) لماذا تزوجت؟
- (2009) خلوة أزواج[7]

### مسلسلات
- باور

## وصلات خارجية
- تاشا سميث على موقع IMDb (الإنجليزية)
- تاشا سميث على موقع ألو سيني (الفرنسية)
- تاشا سميث على موقع أول موفي (الإنجليزية)
- تاشا سميث على موقع قاعدة بيانات الأفلام السويدية (السويدية)
- تاشا سميث على موقع إن إن دي بي (الإنجليزية)
- تاشا سميث على موقع قاعدة بيانات الفيلم (الإنجليزية)
- تاشا سميث على موقع كينوبويسك (الروسية)